# Holtgast
Holtgast is een gemeente in de Duitse deelstaat Nedersaksen. Samen met zes naburige gemeenten vormt het de Samtgemeinde Esens in het Landkreis Wittmund. Holtgast telt 1.819 inwoners.

## Geografie, infrastructuur
Naast Holtgast-dorp behoren tot de gemeente drie andere dorpen met de status van Ortsteil:
- Damsum, met het iets oostelijker gelegen Siepkwerdum, ten noorden van Holtgast
- Fulkum, ten westen van Holtgast
- Utgast, ten noordwesten van Holtgast.

Holtgast ligt niet ver ten westen van het stadje Esens. Ten oosten en zuiden van het dorp strekt zich een groot natuurgebied met veel bos uit, zie onder Moorweg.
Door Holtgast en Fulkum loopt een belangrijke hoofdweg (geen Bundesstraße) van Esens westwaarts via Dornum naar Norden.
In het uiterste noorden grenst de gemeente aan de Waddenzee. Er liggen echter aan dit kustgedeelte geen badplaatsen. Ten westen van de gemeente ligt Dornumersiel, gemeente Dornum, en ten oosten ervan Bensersiel, gemeente Esens-stad.

## Economie
De gemeente bestaat van het toerisme in de nabij gelegen badplaatsen. Veel inwoners van Holtgast hebben een deel van hun huis of boerderij in het toeristenseizoen te huur staan voor vakantiegangers. Daarnaast is er nog enige melkveehouderij: in de gemeente is veel weiland. Ten slotte is er nog enig algemeen lokaal midden- en kleinbedrijf.

## Geschiedenis
De naam van de plaats wijst op een ontstaan bij een locatie met bos (holt) en heide (gast = geest, Duits voor heidegrond).

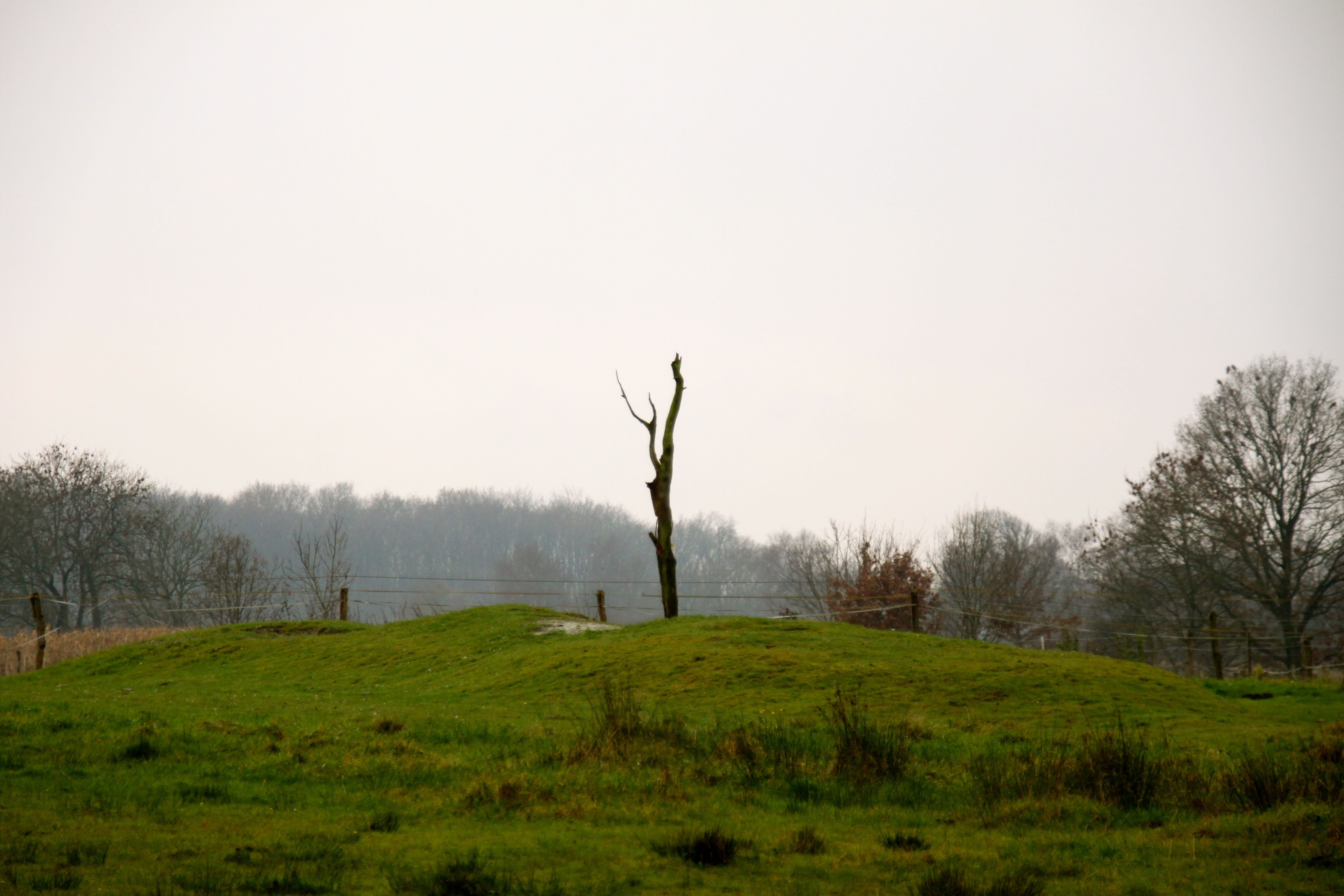
Locatie klooster Marienkamp

In de middeleeuwen heeft hier een klooster met de naam Marienkamp gestaan. Daarvan is niets meer overgebleven. De locatie ervan is bekend, en men vermoedt, bij archeologisch onderzoek in de toekomst restanten van de kloostergebouwen te zullen vinden. Het orgel van de voormalige kloosterkerk staat tegenwoordig in de kerk te Dornum. 

## Bezienswaardigheden

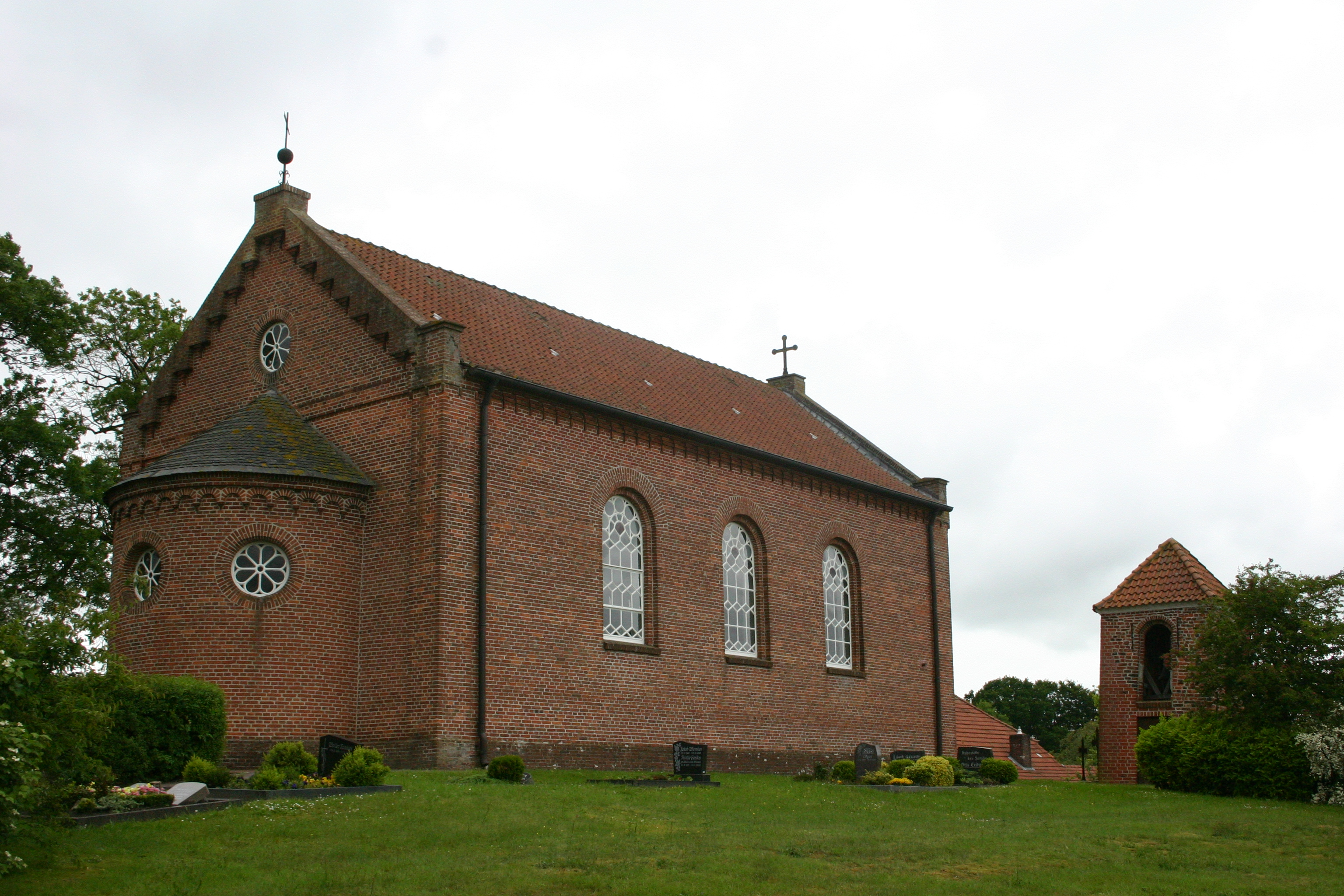
Maria-Magdalenakerk, Fulkum
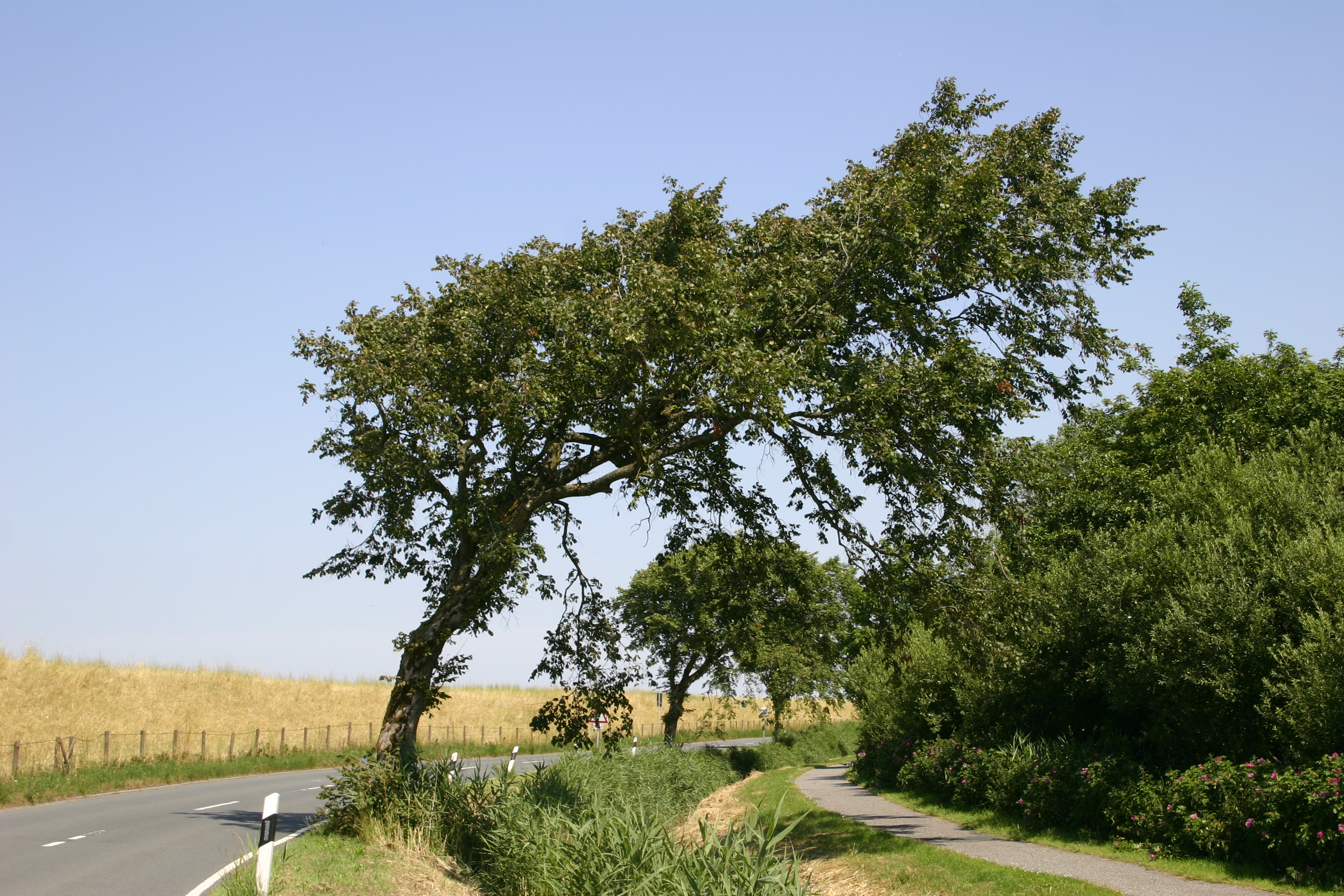
Windlooper, een door de vele westenwinden vervormde boom, die in deze regio vaak zo te zien zijn

De 19e-eeuwse, evangelisch-lutherse, Maria-Magdalenakerk te Fulkum is het meest monumentale kerkgebouw in de gemeente. 

## Politiek
De gemeente wordt bestuurd door de gemeenteraad, bestaande uit 11 gekozen raadsleden. Als onderdeel van een samtgemeinde heeft Holtgast geen gekozen burgemeester, uit de raad wordt een lid tot burgemeester gekozen. Burgemeester van de gemeente is Enno Innen van de lokale lijst.

### Samenstelling van de raad
De raad werd voor het laatst gekozen in 2021. De samenstelling is als volgt:
| Partij/Groepering                 | 2021 | 2011 |
| --------------------------------- | ---- | ---- |
| Freie Wählergemeinschaft Holtgast | 3    | 6    |
| Neue Liste für die Gemeinde       | 4    | 3    |
| Bündnis 90/Die Grünen             | 1    | -    |
| SPD                               | 2    | -    |
| Overigen                          | 1    | 2    |